# Alchemilla silvestris
Alchemilla silvestris é uma espécie de rosácea do gênero Alchemilla, pertencente à família Rosaceae.